# Kurze Überfahrt
Der französische Spielfilm Kurze Überfahrt (Brève traversée) von Catherine Breillat wurde 2001 vom Fernsehsender Arte produziert. Die in tristen Bildern erzählte Geschichte ist schlicht gehalten. Auf der Fähre über den Ärmelkanal zu einem Sprachaufenthalt in England begegnet ein jungfräulicher 16-Jähriger einer deutlich älteren, verheirateten Engländerin. Sie verbringen eine gemeinsame Nacht. Damit befasste sich Breillat erstmals nicht mit den sexuellen Herausforderungen einer weiblichen Protagonistin, sondern denen eines Mannes. Die Vorgaben des Senders beschränkten die Aufnahmen auf 20 Drehtage und das Budget auf eine Million Euro; zudem verlangte der Sender die Verwendung einer Digitalvideokamera. Weil das digitale Format Breillat überhaupt nicht behagte, wich man auf 16-mm-Material aus.

## Kritiken
Positif fand, dass der Film mit einer Viertelstunde weniger Laufzeit ein schlagender Kurzfilm geworden wäre. So aber sei ein Langfilm entstanden, der „einfach etwas lang ist, aber von einnehmendem Charme.“ Die Darsteller seien vollkommen unbekannt, und gerade das mache sie vollkommen. Nach den Cahiers du cinéma verfolgt Breillat ihre üblichen Themen ohne Inspiration und formal unzulänglich. Sie stehe zwischen ihrem Glauben an einen Diskurs und der Suche nach einer rohen Sinnlichkeit. Das Ergebnis sei ganz gewöhnlich theaterhaft und kein bisschen skandalös.